# 塞布鲁克学院
塞布鲁克学院（Saybrook College）是耶鲁大学的12个住宿学院之一，位于纽黑文榆树街242号。1933年，纪念方庭（建于1917-1921年）分为两部分：塞布鲁克学院和布兰福德学院。
耶鲁大学的许多学院都是集中在一个大的庭院周围，但是塞布鲁克学院有两个庭院—一个石头的和一个草坪，因此学院的喝彩开始于“两个庭院，石头和草：两个庭院踢你的屁股。”（Two courtyards, stone and grass: two courtyards kick your ass.）。
塞布鲁克学院得名于大学曾经的驻地老塞布鲁克。
塞布鲁克学院曾出现在电影《印地安纳·琼斯和水晶头骨王国》中。 